# Regionale Schule und Gymnasium Rövershagen
Das Gymnasium Rövershagen ist eine kooperative Gesamtschule mit Regionalschulteil und Gymnasialteil in Rövershagen. Aufgrund der günstigen Verkehrslage besuchen auch Schüler aus umliegenden Orten wie Bentwisch, Mönchhagen und Graal-Müritz das Gymnasium.

## Geschichte
Das Gymnasium wurde im August 1991 in der ehemaligen polytechnischen Oberschule in Rövershagen für anfangs rund 240 Schüler eröffnet. Zwei Jahre später wurde das Hauptgebäude der Schule fertiggestellt und 1996 um noch fehlende Physik- und Chemieräume in einem Anbau erweitert.
Mitte der 1990er Jahre begann die Teilnahme am Sokrates-Programm. Im März 1999 erhielt die Schule vom Kultusministerium Mecklenburg-Vorpommern den Titel Europaschule. 2007 wurde ein neues Kunsthaus auf dem Gelände der Schule fertiggestellt.

## Aktivitäten
Das Projekt „Europaschule“ beinhaltet verschiedene Schüleraustausche und den direkten Kontakt zu Schulen in anderen Ländern Europas. Dieses Austauschprogramm wird durch das Comenius-Programm und die Robert Bosch Stiftung gefördert. Die Schule hat seit Mitte der 1990er Jahre Partnerschulen in Spanien, Lettland, Polen, Finnland, Dänemark und Litauen.
Das Projekt „Kriegsgräberfürsorge“ widmet sich im Rahmen des Geschichtsunterrichts regelmäßig Spendenaktionen und der Pflege von Kriegsgräbern in verschiedenen europäischen Ländern. Anlässlich des Volkstrauertages am 18. November 2007 hielten Schüler des Projekts eine Gedenkrede im Plenarsaal des Deutschen Bundestages, welche in der ARD direkt übertragen wurde.
Die Schule ist seit einigen Jahren beim multidisziplinären Wettbewerb „Formel 1 in der Schule“ vertreten. Zielsetzung ist das Näherbringen der Schüler an die Naturwissenschaften, insbesondere den technischen Bereich. Fünf Teams hat die Schule bisher aufbieten können. Zwei von ihnen haben es bis zur Deutschen Meisterschaft geschafft.
Das Gymnasium hat zwei Chöre, einen für Schüler der fünften bis zur siebten Klassen und einen für Schüler von der achten bis zur zwölften Klasse. Die Chöre haben Auftritte in Graal-Müritz, Rövershagen und anderen umliegenden Orten, insbesondere zur Weihnachtszeit und im Sommer.
In der Schule haben sich mehrere Schülerbands gebildet. Sie treten auch in außerschulischen Veranstaltungen auf, zum Beispiel auf Dorffesten der umliegenden Dörfer, Landesrockfestivals oder Bandcontests deutschlandweit.
Eine weitere Tradition an dem Gymnasium ist die „Biennale“. Hier werden sportliche, musikalische und künstlerische Leistungen geehrt. Über die Preise für die beste Medienarbeit wie Sozialkundeprojekte oder Zeitungsarbeiten wird durch das Publikum abgestimmt und die Beiträge mit dem „Heide Oscar“ prämiert.
Weitere Aktivitäten sind Sportgruppen, zum Beispiel im Kanufahren. Darüber hinaus wird eine Schülerzeitung veröffentlicht.